# Ординація
Ордина́ція (лат. ordinantia) — у європейському середньовічному і ранньомодерному праві закон, наказ чи правило, яке видавалося королями, становими зборами  або колегіальними державними органами.

## Назва
- англ. ordinance
- ісп. ordenanza
- італ. ordinanza
- порт. ordenação
- фр. ordonnance

## За країною

### Португалія
- «Ординації Дуарте» (порт. Ordenações de D. Duarte)
- «Афонсівські ординації» (порт. Ordenações Afonsinas)
- «Мануельські ординації» (порт. Ordenações Manuelinas)

### Річ Посполита
Порівняно поширеною формою ординації були ординації-майорати, що створювалися на базі окремих комплексів магнатських маєтків. Серед перших таких ординацій була, зокрема, Олицька ординація князів Радзивіллів (1586 р.).
Маєткові комплекси, які за згодою вального сейму ставали ординаціями, вилучалися зі сфери дії загальних норм права, отримували особливий правовий статус. 

У Замойській ординації (виникла 1589 р.) було створено, наприклад, Замойський трибунал — апеляційний доменіальний суд для міст і сіл цієї ординації. 

Для ординації передбачався спеціальний статут, згідно з яким увесь маєтковий комплекс переходив у спадок до старшого сина, до успадкування ординації жінки не допускалися; решта спадкоємців могли претендувати лише на маєтки, що не входили до ординації, або ж на грошову компенсацію. Визначався також порядок успадкування на випадок згасання роду ордината (обов’язковою умовою було збереження цілісності маєтків ординації, які заборонялося продавати, віддавати під заставу тощо). 
У 1609 р. вальний сейм затвердив створення великої Ординації Острозької.
Через механізм ординацій іноді запроваджувався обмежувальний політико-адмінастративний і правовий режим для певних соціальних і політичних інститутів (наприклад Ординація Війська Запорозького 1638 р.).

## Див.також
- Фідеікоміс
- Майорат
- Прімогенітура
- Легат (Римське право)